# Sundasciurus mindanensis
Sundasciurus mindanensis is een eekhoorn uit het geslacht Sundasciurus die voorkomt op Mindanao (Filipijnen) en enkele kleine nabijgelegen eilanden. De typelocatie is oorspronkelijk gegeven als simpelweg "Mindanao". S. mindanensis behoort tot het ondergeslacht Aletesciurus en is daarbinnen het nauwst verwant aan S. philippinensis; vaak worden deze twee eekhoorns samen met S. davensis en S. samarensis tot één soort gerekend.